# 自立学習塾
自立学習塾（じりつがくしゅうじゅく）は、小学生・中学生を対象にした北海道の学習塾である。社団法人全国学習塾協会正会員。札幌市内に33教室を持つ、個別指導専門塾である。

## 特徴
- 「自主学習の実現」を理念とし、家庭学習と塾の授業を通して効果的な学習方法を身に付ける。
- 生徒の学力や個別のニーズにあわせて個人別の年間学習指導方針を決定し、学習計画表を作成する。
- 通塾の回数・曜日・時間帯は、生徒の予定にあわせて柔軟に決定する。
- 各中学校の定期テストについて傾向を分析し対策を行う。
- 夏休み・冬休み・春休みの各長期休業には講習会を開講する。

## 教室
- 中央区 - 山鼻教室
- 北区 - 新琴似教室、新琴似南教室、屯田教室、篠路教室、北陽教室
- 東区 - 栄町教室、栄東教室、東苗穂教室、元町教室、伏古教室
- 白石区 - 白石教室、北都教室、白石本通教室、南郷教室、北郷教室
- 厚別区 - 厚別西教室、上野幌教室、ひばりが丘教室
- 豊平区 - 月寒教室、南平岸教室、西岡教室、西岡南教室、平岸教室
- 清田区 - 美しが丘教室、北野教室
- 南区 - 真駒内教室、藤野教室
- 西区 - 八軒教室、西町教室、西野教室
- 手稲区 - 手稲前田教室、手稲本町教室